# Golfo Svjatonosskij
Il golfo Svjatonosskij (in russo Святоносский залив?, Svjatonosskij zaliv) è un'insenatura lungo la costa settentrionale russa, nell'oblast' di Murmansk, amministrata dal circondario della città chiusa di Ostrovnoj. È situato nella parte centro-meridionale del mare di Barents.

## Geografia
Il golfo si apre verso nordovest, sulla costa nord-orientale della penisola di Kola. A ovest è delimitato dalle isole Jokangskie (острова Йокангские) e dalla penisola Navolok Ištnjargij (полуостров Наволок Иштняргий), che lo separano dalla baia della Iokanga (губа Иоканга); a nordest è chiuso dalla penisola Svjatoj Nos (полуостров Святой Нос) su cui inizia la costa Terskij (Терский берег). L'imboccatura si trova tra capo Svjatoj Nos (мыс Святой Нос) a nordest, all'estremità della penisola omonima, e l'estremità settentrionale dell'isola Čajačij (остров Чаячий) a sudovest. Ha una lunghezza di circa 15 km e una larghezza massima di 14,3 km all'ingresso. La profondità massima è di 62 m.
Le coste sono ripide e frastagliate e ospitano diverse piccole insenature. Raggiungono un'altezza massima di 179 m s.l.m.
Nel golfo sfociano alcuni brevi corsi d'acqua; i principali sono la Buchtovka (река Бухтовка) e la Kačalovka (река Качаловка).Come già detto, nella parte occidentale del golfo si trovano le isole Jokangskie, un gruppo di otto isole disposte da nordovest a sudest. In quest'ordine si incontrano: l'isola Čajačij (остров Чаячий), l'isola Kekur (остров Кекур), l'isola di Vitte (остров Витте), l'isola Sal'nyj (остров Сальный), l'isola Medvežij (остров Медвежий), l'isola Pervyj Osušnoj (остров Первый Осушной), l'isola Zelënyj (остров Зелёный) e l'isola Vtoroj Osušnoj (остров Второй Осушной).
Oltre alla città chiusa di Ostrovnoj, situata sulla terraferma al di là delle isole Jokangskie, sulla penisola omonima si trova l'insediamento di Svjatoj Nos.